# NTW-20
Das NTW-20 ist ein Anti-Materiel Rifle des zur Denel-Gruppe gehörenden südafrikanischen Herstellers Denel Land Systems.
Die Waffe ist zur unauffälligen Bekämpfung weit entfernter harter Ziele gedacht. Dazu gehören Radaranlagen, Tankanlagen, geparkte Flugzeuge usw.
Es ist ein Repetiergewehr mit einem von links zuführenden dreischüssigen Magazin. Die Waffe hat einen Pistolengriff und unter dem Kolben einen weiteren U-förmigen Griff zur Stabilisierung der Waffe im Schuss. Am vorderen Gehäuseende befindet sich ein Zweibein. Der Lauf ist mit einem Kompensator und Mündungsfeuerdämpfer ausgestattet, dessen Rückstoßminderung durch Federn und einen Hydraulikkolben verstärkt wird. Über dem 8 × 42-Zielfernrohr von Lynx befindet sich ein massiver Griff.

## Varianten
- NTW-20: Grundmodell in 20 × 82 mm
- NTW-20/110: Kaliber 20 × 110 mm
- NTW-20/14.5: Kaliber 14,5 × 114 mm

Das NTW-20 kann durch Wechsel von Lauf, Verschlusszylinder, Magazin und Optik im Feld ohne Werkzeug in das NTW-14.5 umgebaut werden, und vice versa. Beim NTW-20/110 besteht diese Möglichkeit nicht.
Bei der 20×82-mm-Munition wiegt das Geschoss 112 g und erreicht bei einer Mündungsgeschwindigkeit von 720 m/s eine Energie von 29.030 Joule. Diese Munition entspricht den Projektilen des deutschen MG 151/20 aus dem Zweiten Weltkrieg.
Im Kaliber 14,5 × 114 mm wiegt das Projektil 64 g und erreicht bei 1080 m/s eine Energie von rund 37.325 Joule. Diese Munition entspricht den Geschossen der sowjetischen Panzerbüchsen PTRS / PTRD aus dem Zweiten Weltkrieg und der der sowjetischen üsMG (überschwere Maschinengewehre) der Nachkriegszeit. Diese Kaliber bewirken große Wunden oder Zerstörungen.

## Lizenzbau
Die indische Ordnance Factory Tiruchirapalli (OFT) fertigt das NTW-20 als Vidhwansak in den Kalibern 12,7 × 99 mm NATO, 14,5 × 114 mm und 20 × 82 mm in Lizenz.

## Nutzer
- Indien (Vidhwansak, Grenzschutz)[4]
- Südafrika (SANDF)